# سیارک ۴۱۲۷۹
سیارک ۴۱۲۷۹ (به انگلیسی: 41279 Trentman، نامگذاری:1999XD95) چهل و یک هزار و دویست و هفتاد و نهمین سیارک کشف شده‌است که در ۸ دسامبر ۱۹۹۹ کشف شد.